# Lendenbraten

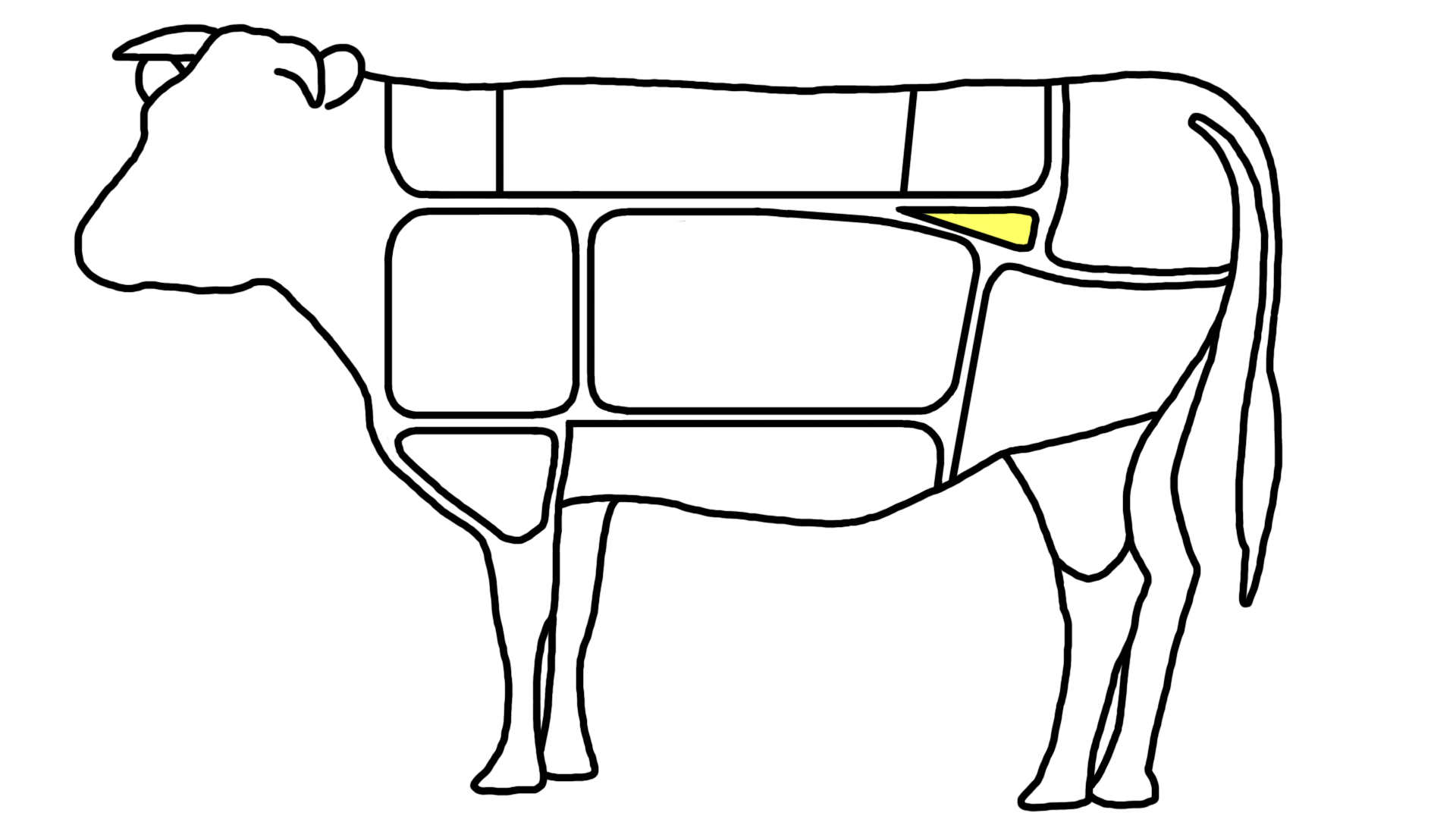

Lendenbraten ist ein Gericht aus Rindfleisch der Österreichischen Küche und der Böhmischen Küche.
Für die Zubereitung wird typischerweise das Beiried verwendet, bzw. bei anderen Schnittführungen das Roastbeef. Wenn das Hinterviertel nach der Wiener Teilung zerlegt wurde, ist auch die Verwendung des Ried üblich. Teilweise wird auch das Rinderfilet (öst. Lungenbraten) als Lendenbraten bezeichnet und zubereitet.
Den Lendenbraten bereitet man typischerweise durch Schmoren zu, und verzehrt den Braten üblicherweise mit einer dunklen Grundsauce, regional auch mit Sahnesauce.
Lendenbraten auf Rahm (tschechisch Svíčková na smetaně) gehört zu den bekanntesten Gerichten der böhmischen Küche.